# غو آه-سونغ
غو آه-سونغ هي ممثلة كورية جنوبية ولدت في 10 أغسطس 1992. بدأت حياتها المهنية كممثلة طفلة.

## فيلموغرافيا

### مسلسلات تلفزيونية
| عام  | عنوان                          | قناة البث              | الدور                            | Ref.        |
| ---- | ------------------------------ | ---------------------- | -------------------------------- | ----------- |
| 2004 | Oolla Boolla Blue-jjang        | كي بي إس 2             | نوه دا جي (الأميرة الحجر الأزرق) |             |
| 2005 | قصة حب حزينة                   | إم بي سي               | الشابة تشا هوا-جونغ              |             |
| 2005 | Beating Heart                  | إم بي سي               | كيم بو ني                        |             |
| 2010 | Master of Study                | كي بي إس 2             | جيل بول ايب                      |             |
| 2015 | Heard It Through the Grapevine | إس بي إس تي في         | سيو بوم                          |             |
| 2017 | مكتب مشع                       | إم بي سي               | ايون هو وون                      |             |
| 2018 | Life on Mars                   | أو سي إن               | يون نا-يونغ                      |             |
| 2021 | Crime Puzzle                   | أوليه تي بي & سي زن    | يوو هي                           | [ 2 ] [ 3 ] |
| 2022 | متتبع                          | إم بي سي / منصة واف في | سيو هي يونغ                      | [ 4 ]       |

## روابط خارجية
غو آه-سونغ على موقع IMDb (الإنجليزية)
- غو آه-سونغ على موقع ألو سيني (الفرنسية)
- غو آه-سونغ على موقع ميوزك برينز (الإنجليزية)
- غو آه-سونغ على موقع أول موفي (الإنجليزية)
- غو آه-سونغ على موقع قاعدة بيانات الأفلام السويدية (السويدية)
- غو آه-سونغ على موقع قاعدة بيانات الفيلم (الإنجليزية)
- غو آه-سونغ على موقع ليتربوكسد (الإنجليزية)
- غو آه-سونغ على موقع كينوبويسك (الروسية)